# Hemicrepidius hirtus
Espèce
Hemicrepidius hirtus, l'athous poilu, est une espèce d'insectes de l'ordre des coléoptères et de la famille des élatéridés.

## Description
Cet insecte mesure de 11 à 17 mm de longueur. Il est noir avec une légère pubescence argentée. Ses antennes possèdent des articles triangulaires. Les côtés du pronotum sont arrondis ; les angles postérieurs, courts. Les élytres sont striés.
Cette espèce est très proche (et donc très difficile à distinguer) de Hemicrepidius niger. 

## Habitats
La larve se développe dans les souches. On rencontre Hemicrepidius hirtus en plaine et montagne jusqu'à 1 500 m d'altitude.
Ce taupin vit sur les plantes basses, les feuilles des arbres et les fleurs des arbustes.

## Mœurs
Il vole par temps orageux[réf. nécessaire] et il est visible [Où ?] de mai à mi-août.

## Synonymes
- Pseudathous hirtus
- Athous hirtus